# خسی در میقات
خَسی در میقات سفرنامه‌ای از جلال آل‌احمد، نویسنده ایرانی، است که به توصیف سفر حج او از جمعه ۲۱ فروردین تا یکشنبه ۱۳ اردیبهشت سال ۱۳۴۳ می‌پردازد. این سفرنامه ابتدا با عنوان بَدَویَت – بدویت موتوریزه نوشته شد، اما پس از حذفیاتی، از سال ۱۳۴۵ با نام کنونی منتشر گردید. آل‌احمد در این اثر، جزئیات زندگی روزمره مردم عربستان و حجاج آن دوره را با نثری خواندنی ثبت کرده است. اگرچه متن نهایی به‌ظاهر رویکردی مثبت به سفر حج دارد، اما بخش‌های حذف‌شده نشان می‌دهند که او از این سفر ناخرسند بوده است. آل‌احمد در نسخه اصلی، از وضعیت بهداشتی مکه و مدینه انتقاد تندی کرده و مکه را «کثافت‌کده‌ای نمودار از ظاهر و باطن مردمی که به این قبله نماز می‌گذارند» توصیف نموده است. به نظر می‌رسد تجربه نامطلوب حج، آل‌احمد را از دستیابی به انگیزه دینی مورد نظرش بازداشته است. این اثر از جنبه ادبی و مستندنگاری، به‌ویژه در ثبت جزئیات اجتماعی و فرهنگی، کم‌مانند است.

## واژه‌شناسی عنوان کتاب
لغتنامه دهخدا، برای کلمات «خَس» و «میقات»، معانی مختلفی آورده، که از میان آنها، نزدیکترینشان به معنای عنوان کتاب، با توجه به محتوای آن، از این قرار است: «خَس» به معنی مردم فُرومایه، و «میقات» به معنی جایی است که حجاج پوشش اِحرام می‌بندند.
لذا خَسی در میقات، سخن از آن دارد که جلال، در مراسم حج، خود را موجود بی ارزشی می‌دید، که به نوعی حاکی از دیدگاه عرفانی وی به این مراسم است.

## گفتمان پسااستعماری
جلال آل احمد در کتاب خسی در میقات با رویکردی تحلیلی به بررسی پیامدهای استعمار در جوامع شرقی می‌پردازد. این اثر فراتر از یک سفرنامه معمولی است و ساختارهای سیاسی، اقتصادی و فرهنگی تحت سلطه استعمار را به شکلی عمیق تحلیل می‌کند.
در حوزه اقتصادی، نویسنده به اختلاف قیمت‌ها و نرخ ارز بین ایران و عربستان اشاره می‌کند که نشانگر نفوذ نظام سرمایه‌داری غرب در کشورهای اسلامی است. از نگاه وی، وابستگی اقتصادی جوامع شرقی به قدرت‌های خارجی از مسائل بنیادین محسوب می‌شود. در عرصه سیاسی، آل احمد حکومت عربستان سعودی و مدیریت ناکارآمد مراسم حج را نمونه‌ای از نظام‌های سیاسی وابسته می‌داند که با وجود استقلال صوری، در چارچوب روابط ناعادلانه قدرت عمل می‌کنند.
در بخش فرهنگی و آموزشی، مشاهدات وی از مدارس و کتابخانه‌ها، دگرگونی‌های عمیق نظام‌های فکری تحت تأثیر استعمار را آشکار می‌سازد. تفاوت‌های رفتاری زائران از کشورهای مختلف نیز بازتابی از سوابق استعماری متفاوت هر جامعه است.
محور اصلی تحلیل آل احمد، تداوم ساختارهای استعماری حتی پس از پایان دوره رسمی استعمار است. او نشان می‌دهد که چگونه الگوهای رفتاری، روش‌های مدیریتی و روابط اجتماعی در جوامع شرقی همچنان متأثر از همان روابط نابرابر قدرت باقی مانده‌اند.
خسی در میقات از جمله معدود آثار فارسی است که با تلفیق مشاهدات عینی و تحلیل‌های نظری، تصویری روشن از پیچیدگی‌های جوامع پسااستعماری ترسیم می‌کند. آل احمد با این شیوه، مخاطب را به تأملی ژرف درباره مفهوم واقعی استقلال در جهان سوم دعوت می‌کند.

## بخشی از متن کتاب
جمعه ۴ اردیبهشت ۴۳
هنوز در «مِنیٰ»
امروز از چهار صبح بیدارمان کردند، یعنی «وَ لَا الضّالّین» محدث بیدارم کرد. دیدم که باز دارند قبل از اذان صبح نماز می‌خوانند. روشنایی خیابان‌ها و عمارات مرکز دره را، که تازه سمت غربی خیمه‌های ماست، سپیده گمان کرده‌اند و نماز خوانده‌اند. تابحال دو سه بار اینجوری شده، یکی بی‌خوابی به سرش می‌زند، بر می‌خیزد، لابد به نماز شب، دیگران خیال می‌کنند صبح شده، همه بلند می‌شوند و می‌ایستند به نماز. داشتند می‌خوابیدند که من بیدار شدم و قُری زدم که این هم فایده سفر با عوام الناس، و آبی زدم به صورتم و راه افتادم بطرف مسجد خَیف، برای شرکت در نماز صبح که هنوز نیم‌ساعتی مهلت داشت. در راه سه تا دختر خوشگل می‌رفتند. با پدرشان. سحرخیز باش تا... و اِلَخ. هر سه هم‌قد و هم‌شکل. عین سه‌قلوها. صورت‌ها ریزنقش، و ابزار صورت جمع‌وجور، و لب‌ها قلوه‌ای و رنگ گندم‌گون، و قدها بلند. دیدم که برای دختر شوهردادن هم می‌شود به حج آمد. پدر جلو می‌رفت و دخترها پشت سرش. خنده‌ای کردیم و گذشتیم. بعد دوتا سبد سیب قَندَک بود در یک دکان. صبح به آن زودی. گمان نمی‌کنم دکانداران در این مراسم شب و روزی هم داشته باشند. در مکه هم این سیب را دیده بودم، یا شاید گمان کردم؟ به اندازه گوجه کالک.

## طراحی‌های منسوب به جلال
محمدحسین دانایی، تدوین‌گر و محقق کتاب راز حج جلال، که در آن به بررسی نسخه دست‌نوشت سفرنامه، و نامه‌ها و یادداشت‌های پیرامونی آن می‌پردازد، در قسمت «تصاویر» این کتاب، طرح‌‌های مقدماتی‌ای از بناهای تاریخی–مذهبی مدینه و مکه آورده، که در نوع خود جالب است. با وجود اینکه توضیحی مَبنی بر اینکه این طرح‌ها را جلال کشیده، آورده نشده است، اما طرح‌ها باید کار خود او باشند. در ادامه برخی از آنها آورده شده‌اند.

کوه احد

مسجد علی

مسجد سلمان و مسجد علی

مسجد فتح

منظره مدینه

مناره مسجد قبا

## ارجاعات
1. 1 2 3  جعفریان، «نگاهی به چاپ تازه (خسی در میقات).»
2. ↑  «معنی "خس" در "لغت‌نامهٔ دهخدا"». موسسهٔ لغت‌نامهٔ دهخدا و مرکز بین‌المللی آموزش زبان فارسی. دریافت‌شده در ۱۴ اردیبهشت ۱۴۰۴.
3. ↑  «معنی "میقات" در "لغت‌نامۀ دهخدا"». موسسهٔ لغت‌نامهٔ دهخدا و مرکز بین‌المللی آموزش زبان فارسی. دریافت‌شده در ۱۴ اردیبهشت ۱۴۰۴.
4. ↑  حسنی و مهرکی، «خوانش پسااستعماری،» ۷۴–۸۲.
5. ↑  آل احمد، خسی در میقات، ۱۴۶.

## کتب و نشریات
- آل احمد، جلال. ۱۳۹۴. خسی در میقات. به‌سخن؛ مجید.
- جعفریان، رسول. ۱۴۰۳. «از (گذاری به بدویت موتریزه) تا (خسی در میقات): نگاهی به چاپ تازه (خسی در میقات) با عنوان (راز حج جلال).» بخارا ش. ۱۶۲: ۴۶۷–۷۹.
- حسنی، زهرا، و مهرکی، ایرج. ۱۴۰۰. «خوانش پسااستعماری خسی در میقات با تکیه بر نظرات فرانتس فانون.» شفای دل ۴ (۷): ۶۹–۸۴.

{{subst:saved_book}}
{{subst:saved_book}}